# Nikólaos Triantafil·lakos
Nikólaos Triantafil·lakos (en grec: Νικόλαος Τριανταφυλλάκος) (Trípoli, 28 d'agost de 1855 - ?, 16 de setembre de 1939) fou un polític grec, que va exercir de Primer Ministre de Grècia des de l'agost al setembre de 1922.

## Biografia
Nascut el 28 d'agost de 1855 a la ciutat grega de Trípoli, va representar a la prefectura d'Arcàdia al Parlament Hel·lènic. A mesura que l'exèrcit grec estava perdent batalles a l'Àsia Menor i cedint territori als Joves Turcs l'any 1922 a la Guerra greco-turca, la situació política a Atenes va començar a deteriorar-se.
El 8 de setembre el gabinet de Petros Protopapadakis va renunciar i el rei Constantí I va encomanar a Nikólaos Kalogerópulos la formació d'un nou govern. Després de dos dies de negociacions, fracassà en la seva tasca i Nikolaos Triantafyllakos, l'ex-alt comissionat de Grècia a Constantinoble, va ser convocat i va aconseguir amb dificultat la formació d'un govern provisional.
Mentrestant, la indignació i la insatisfacció van anar creixent entre la població, així com l'establiment de fortes mesures pel manteniment de l'ordre. El 26 de setembre, es va proclamar la llei marcial arran de la revolta de 8.000 soldats i els seus oficials a Tessalònica, amb la voluntat d'enviar un missatge a Atenes exigint l'abdicació del rei Constantí I i l'empresonament dels ex-primers ministres Dimítrios Gúnaris i Nikolaos Stratos. Les tropes estacionades a les illes de Mitilene, Quios i Creta van seguir les directrius d'aquesta rebel·lió. Els contingents de l'exèrcit a Mitilene van formar un comitè revolucionari encapçalat pel coronel Stylianos Gonatas, que va enviar per avió les següents demandes a Atenes: la destitució del govern, la dissolució del Parlament, la celebració de noves eleccions, i l'abdicació del rei Constantí I en favor del príncep hereu, el príncep Jordi. El moviment revolucionari es va estendre ràpidament a altres indrets de Grècia i als cuirassats grecs estacionats a Mitilene i al port del Pireu. El 29 de setembre, Triantafil·lakos i el Consell de Ministres al complet van renunciar immediatament, i aquest dia el rei Constantí I va abdicar per segona vegada en el curs del seu regnat. El va succeir en el tron el seu fill gran, el príncep Jordi.
Triantafil·lakos va morir l'any 1939.